# Каткарт (Вашингтон)
Каткарт (енгл. Cathcart) насељено је место без административног статуса у америчкој савезној држави Вашингтон.

## Демографија
По попису из 2010. године број становника је 2.458, што је 557 (-18,5%) становника мање него 2000. године.
| Група             | 2000.         | 2010.         |
| Белци             | 2.810 (93,2%) | 2.273 (92,5%) |
| Афроамериканци    | 14 (0,5%)     | 9 (0,4%)      |
| Азијати           | 24 (0,8%)     | 35 (1,4%)     |
| Хиспаноамериканци | 85 (2,8%)     | 93 (3,8%)     |
| Укупно            | 3.015         | 2.458         |